# Anders Aronson
Anders Torvald Georg Aronson, född den 8 april 1888 i San Antonio, Texas, död den 23 mars 1936 i  Östersund, var en svensk läkare. Han var från 1918 gift med Stina Aronson.
Aronson avlade medicine kandidatexamen 1912 och medicine licentiatexamen vid Uppsala universitet 1916. Han var underläkare vid Orups sanatorium och Helsingborgs lasarett 1917–1919, överläkare vid Norrbottens läns tuberkulossjukhus i Sandträsk 1919–1925, vid Västerbottens läns tuberkulossjukhus i Hällnäs 1926–1929 och vid Sollidens sanatorium i Östersund från 1929.